# Liste der Mitglieder der Deutschen Akademie der Naturforscher Leopoldina/1800
Die Liste der Mitglieder der Deutschen Akademie der Naturforscher Leopoldina für 1800 enthält alle Personen, die im Jahr 1800 zum Mitglied ernannt wurden. Insgesamt gab es vier gewählte Mitglieder.

## Mitglieder
| Nr.  | Name                      | Beiname           | Geboren       | Aufnahme | Gestorben     | Bild                                         | Datenbank |
| ---- | ------------------------- | ----------------- | ------------- | -------- | ------------- | -------------------------------------------- | --------- |
| 1012 | Johann Peter von Westring | Olympiodorus VII. | 24. Nov. 1753 | 1. Sep.  | 1. Okt. 1833  | Johan Peter Westring                         | 7255      |
| 1013 | Johann Matthäus Bechstein | Oppianus          | 11. Juli 1757 | 15. Sep. | 23. Feb. 1822 | Der Forstmann Johann Matthäus Bechstein      | 1594      |
| 1014 | Gottfried Christian Reich | Metrodorus IV.    | 19. Juli 1769 | 24. Sep. | 5. Jan. 1848  | Gottfried Christian Reich                    | 6146      |
| 1015 | Adam Afzelius             | Hesporus III.     | 8. Okt. 1750  | 10. Okt. | 20. Jan. 1837 | Adam Afzelius, Ölgemälde von C. F. von Breda | 1544      |